# Várzea da Roça
Várzea da Roça é um município brasileiro do estado da Bahia, localizado no Piemonte da Chapada Diamantina, entre as cidades de Mairi e São José do Jacuipe, no Território de Identidade da Bacia do Jacuípe, a 315 km da cidade de Salvador. A principal rota deste município é a BR-407. 
Segundo o Censo 2022 do Instituto Brasileiro de Geografia e Estatística (IBGE), a população de Várzea da Roça é de 13 800 habitantes.

## História

### História dos povoados
Várzea da Roça possui atualmente 10 (dez) povoados, sendo eles:
Morrinhos - Tem data de criação 16 de agosto de 1909, é o povoado mais velho do Município de Várzea da Roça, por ter um monte onde se faz romaria na Semana Santa, foi batizado como “Morada da Fé”.[carece de fontes?]
Barracas - No ano de 1971 o senhor Otávio de Souza Rios conhecido popularmente como Dotinho, resolveu colocar uma barraquinha de palha às margens da estrada que ligava o povoado de Várzea da Roça ao povoado de Morrinhos, anos depois, “Dotinho” foi embora e a senhora Nedina ficou responsável pela barraquinha, onde comercializava doce, bolos e outros alimentos. O povoado então começou a surgir e recebeu o nome de Barracas em homenagem a barraquinha do senhor “Dotinho”. Os primeiros moradores do povoado eram conhecidos como Alfredo, Dezinho e Hermínio.[carece de fontes?]
Várzea do Meio - Segundo Oresto Borges ele chegou a Várzea do Meio em 1972, e encontrou o primeiro morador da localidade, José Divino conhecido popularmente como “Zé Bregueço” que morava numa barraca de palha, em dezembro de 1974 chegou um homem chamado de Daniel. Logo após foram chegando mais pessoas, conhecidas pelo apelido de  Vadinho de Lourenço e Guel de Neuzinho, a partir desses cinco moradores o povoado foi se desenvolvendo.[carece de fontes?]
Cruz de Almas - A comunidade de Cruz de Almas nasceu na década de 1920, quando o senhor José Barbosa, que vendo uma cruz de caminhos de duas estradas boiadeiras decidiu fixar residência. O senhor José Barbosa resolveu construir perto daquela encruzilhada um cemitério e uma igreja. Com o passar do tempo as pessoas começaram a construir suas casas ao redor da igreja na década de 59. Arnold da Cruz, genro de Sebastião foi um dos contribuintes para o crescimento do povoado.[carece de fontes?]
Campo de São João - Iniciou-se no ano de 1960. A área de construção do povoado chamava-se Fazenda Boa Vista, a qual pertencia ao Sr. Manoel Assis Pacheco, popular Tié. Seus primeiros moradores foram o Sr. José Américo, João da Palma, Cosme, Damião e Martinho Silvino. Além dos primeiros moradores contribuíram para o crescimento da nossa localidade também os senhores Pedro Mota, José Rufino, Manoel Pacheco, Alexandre, José Lopes, Daniel Marques, Carlos Nunes, Aprígio e outros. O nome Campo de São João surgiu de um desejo do Sr. Aprígio Barreto por ter uma área de terra com esse nome.[carece de fontes?]
Várzea da Praia – Foi fundada na administração do prefeito Wilson Mascarenhas entre 1989 a 1992, as margens da Barragem São José. Essas terras, antes pertenciam a alguns agricultores, nos anos 1980 o Governo Estadual resolveu realizar um projeto grandioso, então indenizou os moradores da região e assim construiu a barragem que foi inaugurada no dia 28 de julho de 1985, pelo governador João Durval. Como a terra era produtiva e cercada de ilhas, surgiram os primeiros irrigantes. João Barbosa de Oliveira conhecido popularmente como João Pé-de-Serra, foi um dos colaboradores na construção das primeiras casas de Várzea da Praia, lá foram construídas 20 casas populares, a primeira escola que recebeu o nome de Tancredo Neves e um pequeno posto de saúde. O Povoado foi se desenvolvendo e se tornou um dos pontos turísticos mais visitados do município, popularmente chamado de Prainha. Em dezembro de 2001 na gestão do prefeito Manoel Sales, foi realizado a primeira tarde de sol do povoado, uma festa que atraia muitos turistas.[carece de fontes?]
Lagoa das Pedras - Tem o histórico muito parecido com o de Várzea da Praia, ambos foram construídos no mandato do prefeito Wilson Mascarenhas (1989-1992) assim como em Várzea da Praia, foram construídas vinte 20 casas populares um prédio escolar que recebeu o nome de Getúlio Vargas, e um posto de saúde, quem mais se empenhou para o desenvolvimento do novo povoado foi seu Miguel Xavier Paixão conhecido como “Seu Nitor” e uma das primeiras famílias a chegar ao novo povoado foi a de seu Zé de Nego.[carece de fontes?]
Poço do Quilombo - Povoado localizado próximo da entrada para São José do Jaquipe. É originado da Fazenda Quilombo. Ela foi fundada no ano de 1918. O nome “Poço” refere-se a um pequeno poço de água existente no terreno da fazenda, onde os moradores da região apanhavam água para suas necessidades. Já o “Quilombo” é atribuído aos escravos fugitivos dessa época, que segundo os moradores desta fazenda encontraram vários vestígios de morada de escravos no meio do matagal, como fornos, objetivos de barros, de madeira, etc. Daí surgiu o nome Poço do Quilombo. Quando o povoado começou a crescer nas terras do senhor Juvino, a fazenda passou a se chamar Quilombo Velho e o povoado recebeu o nome de Poço do Quilombo.[carece de fontes?]
Vila Nova dos Irrigantes - Nasceu a partir do desenvolvimento do perímetro irrigado que foi implantado no município no ano de 1998, às margens da BA-130, onde até então se concentravam poucas casas e um prédio escolar, construído quando ainda pertencia ao município de Mairi, o povoado foi desenvolvido mais precisamente na Fazenda Lameiro II. Tornou-se oficialmente povoado em 2011.[carece de fontes?]
Chapada de Várzea da Roça - O povoado foi oficializado a partir de lei aprovada no ano de 2018, o mesmo fica localizado as margens da estrada vicinal que liga a sede (Várzea da Roça) aos povoados de Cruz de Almas e Campo de São João. A divisão urbana/rural é distribuída nas localidades de Chapada de Dentro e Chapada de Fora.[carece de fontes?]

## Política
Relação dos prefeitos em Várzea da Roça
1985 - Manuel Sales Rios (Teté) - 1986-1988*
1988 - Wilson Lázaro Brasileiro Mascarenhas (Wilson) - 1989-1992
1992 - Adernoel Almeida da Cruz (Dé de Arnor) - 1993-1996[carece de fontes?]
1996 - Wilson Lázaro Brasileiro Mascarenhas (Wilson) - 1997-1999 / Manuel Sales Rios (Teté) - 1999-2000
2000 - Manuel Sales Rios (Teté) - 2001-2004
2004 - Wilson Lázaro Brasileiro Mascarenhas (Wilson) - 2005-2008
2008 - Lourival Souza Filho (Loury) - 2009-2012
2012 - Edemilson dos Santos Rios (Dida) - 2013-2016
2016 - Lourival Souza Filho (Loury) - 2017-2020
2020 - Danillo Santos Sales Rios (Danillo Sales) - 2021-2024[carece de fontes?]
(*) Eleito primeiro Prefeito de Várzea da Roça, porém, no mesmo ano o presidente da Câmara de Vereadores, Loury, assumiu a prefeitura por seis meses.[carece de fontes?]